# ليسوم مسنن حاد
ليسوم مسنن حاد (الاسم العلمي: Illicium acudentatum) هو نوع نباتي يتبع جنس الليسوم من فصيلة الشزندرية.